# Жилюк Михайло Олександрович
Жилю́к Миха́йло Олекса́ндрович (нар. 27 жовтня 1948, Богданівка Підволочиського району, Тернопільської області) — оперний і концертнокамерний співак (баритон), педагог. Заслужений артист Білорусі (1998), Заслужений артист України (2008).

## Життєпис
Закінчив Мінську (1971; клас М. Зюванова) та Московську (1974; клас Г. Тіца) консерваторії. Від 1976 року — соліст Білоруського театру опери і балету в Мінську. Водночас від 1984 — викладач Білоруської академії музики (Мінськ). Володіє красивим голосом великого діапазону з м'якими обертонами.
Оперні партії:
- Роберт, Єлецький, Онєгін («Іоланта», «Пікова дама», «Євгеній Онєгін» П. Чайковського),
- Лев Данилович («Князь Новгородський» А. Бондаренка),
- Валентин («Фауст» Ш.-Ф. Гуно),
- Ніклаус («Казки Гофмана» Ж. Оффенбаха),
- Шарплес («Мадам Баттерфляй» Дж. Пуччіні),
- Моралес («Кармен» Ж. Бізе),
- Жермон («Травіата» Дж. Верді) й ін.

У концертах виконує українські народні пісні, твори М. Лисенка, А. Кос-Анатольського, К. Данькевича, М. Глінки, О. Даргомижського, С. Рахманінова. 1992 концертував у Львові (разом з бандуристом М. Бараном), 1993 — у Києві.
Лауреат:
- Всесоюзного конкурсу вокалістів ім. М. Глинки у м. Ленінград (нині Санкт-Петербург, РФ; 1981);
- 2-а премія на міжнародному конкурсі вокалістів ім. С. Крушельницької у Львові (1992);
- «Пхеньянська весна» (1999, золотий кубок і 1-е місце);
- Міжнародного фестивалю моновистав (м. Волгоград, РФ, 2008, Ґран-Прі та «Золота Ніка» за монооперу «Одинокий птах» О. Зальотного).